# Alice Paul
Alice Paul (Mount Laurel, Nova Jersey, 11 de gener de 1885 - Moorestown, Nova Jersey, 9 de juliol de 1977) va ser una sufragista, feminista i activista pels drets de les dones estatunidenca.
Filla de pare i mare quàquers, va assistir al Swarthmore College, una escola quàquera cofundada pel seu avi, on es va graduar en biologia. Va assistir a l'Escola de Filantropia de Nova York (després Universitat de Colúmbia), on va ontenir la llicenciatura en arts i en sociologia. Va estudiar després treball social a Anglaterra i es doctorà a la Universitat de Pennsilvània el 1910.
Paul va ser una de les líders de la campanya dels anys 1910 que va resultar en la promulgació de la Dinovena esmena de la Constitució dels Estats Units, que prohibeix la discriminació per sexe en el dret a vot. Juntament amb Lucy Burns, va idear campanyes com la Desfilada del sufragi femení de 1913 o les Sentinelles silencioses, un grup de dones que protestaren durant anys davant la Casa Blanca fins que es va aprovar l'esmena.
Després del 1920, va esdevenir líder del Partit Nacional de la Dona, càrrec que va ocupar durant cinquanta anys. Des d'aquest càrrec va lluitar per una nova esmena sobre la igualtat de drets que no va ser finalment ratificada. No obstant això, va aconseguir que les dones fossin reconegudes com un grup protegit contra la discriminació durant la lluita pels drets civils dels anys 60.
Sovint es destaca l'enfocament legal de la majoria de les seves campanyes, en contraposició a les reivindicacions de la segona onada de teoria feminista.
El 1985, en el centenari del seu naixement, es va fundar l'Alice Paul Institute (API) per mantenir la lluita que va iniciar per la igualtat de tothom, i per honorar el seu llegat.